# Траоре, Амиду
Амиду́ Траоре́ (фр. Hamidou Traoré; 7 октября 1996, Бамако, Мали) — малийский футболист, нападающий клуба «Адана Демирспор» и сборной Мали.

## Карьера

### Клубная
Амиду начал свою карьеру в «Олимпике» из Бамако, в составе которого он дебютировал в 2013 году.
2 февраля 2015 года нападающий подписал трёхлетний контракт с турецким клубом «Элязыгспор», выступающим в Первой лиге. Первый матч в новой команде Траоре провёл 7 февраля. 20 февраля того же года отметился двумя забитыми мячами в ворота «Ордуспора».

### В сборной
В 2013 году Амиду в составе юношеской сборной Мали (до 20 лет) принимал участие в Чемпионате Африки в Алжире. На турнире нападающий принял участие в 4 встречах своей команды. Малийцы заняли четвёртое место и получили право сыграть на Молодёжном Чемпионате мира в Турции.
На мировом первенстве Траоре сыграл во всех трёх матчах сборной, которая не смогла преодолеть групповой этап.
27 августа 2013 нападающий дебютировал за сборную Мали в товарищеской встрече со сборной Ливии.
В 2014 году Амиду был включён в заявку на Чемпионат африканских наций в ЮАР, однако на поле так и не появился.
В марте 2015 года Траоре вновь выступал на юношеском чемпионате Африки. Малийцы вновь заняли четвёртое место и получили возможность принять участие в Молодёжном чемпионате мира в Новой Зеландии. Амиду сыграл 4 матча и забил 2 мяча (оба в ворота сборной ЮАР).